# Фрахам
Фрахам (нем. Fraham) — коммуна (нем. Gemeinde) в Австрии, в федеральной земле Верхняя Австрия. 
Входит в состав округа Эфердинг.  Население составляет 2052 человека (на 31 декабря 2005 года). Занимает площадь 17, км². Официальный код  —  40504.

## Политическая ситуация
Бургомистр коммуны — Эрвин Хартль (СДПА) по результатам выборов 2003 года.
Совет представителей коммуны (нем. Gemeinderat) состоит из 25 мест.
- СДПА занимает 13 мест.
- АНП занимает 8 мест.
- АПС занимает 2 места.
- Зелёные занимают 2 места.